# Migazziové
Migazziové z Waalu a Sonnerthurmu jsou šlechtický (hraběcí) rod s původem ve Veltlínu na švýcarsko-italském pomezí, jehož počátky lze vysledovat do 13. století. Později přesídlili do Tridentska. Působili také v Uhrách, vlastnili panství v Čechách a v Horních Uhrách.

## Dějiny

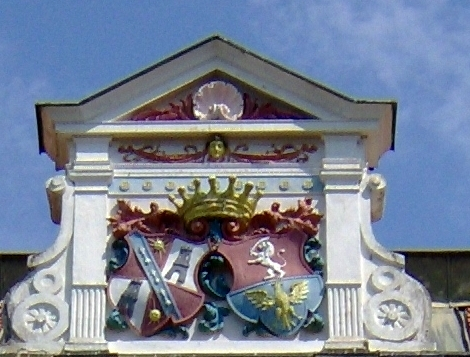
Alianční erb Migazzi-Ambrózy

Původ rodu lze sledovat zpět do 13. století, kdy je zmíněn Hubert (Oberto) di Pedesina, který žil v roce 1251, od něhož rod pokračoval bez přerušení. Jeho syn Guglielmo (Vilém) poprvé použil rodové jméno, Guglielmo Migazza di Pedesina (1259). 
Roku 1434 rod přesídlil ze Veltlínského kraje do Tridentského knížecího biskupství, kde jeho členové získali několik panství a byli zapsáni do tyrolské zemské matriky šlechtických rodů. 
V 15. století patřil rod mezi „nobiles curiales“ ve Val di Sole. 14. června 1578 získal rod šlechtickou hodnost v Římské říši, v roce 1606 rytířskou hodnost a 5. července 1698 hraběcí titul. Několik členů získalo také český inkolát.
Mezi významné členy rodu patřil Kryštof Antonín Migazzi, biskup vacovský, arcibiskup vídeňský a kardinál, stejně jako v letech 1764-1765 jeho bratr Kašpar, tridentský hejtman a mj. majitel panství Chotoviny v Čechách. 
Kryštof Rudolf, (1787-1850), syn Kryštofova bratra Kašpara, či respektovaný politik Vilém Migazzi (1830, Zlaté Moravce - 28. srpna 1896 tamtéž) hejtman Kremnické župy v letech 1871-1875. Jím rod Migazziů vyhasl po meči. Jeho nejstarší dcera Irma (* 1854, manžel hrabě Imrich Erdődy) se stala dědičkou panství Zlaté Moravce v Horních Uhrách, dnešním Slovensku.

## Někteří další členové rodiny
- Julian Migazzi, 14. června 1578 císař Rudolf II. potvrdil jeho říšský šlechtický titul
- Justinián Migazzi a jeho bratr Jan Kašpar Migazzi byli 21. března 1606 povýšeni od Ferdinanda II.
- Vincent Migazzi (?) 5. července 1698 byl poradcem rakouské rakouské vlády a byl povýšen do dědičného hraběcího stavu v Rakousku.